# مقاطعة جونسون (تينيسي)
مقاطعة جونسون (بالإنجليزية: Johnson County, Tennessee)‏ هي إحدى مقاطعات ولاية تينيسي في الولايات المتحدة. ، وتبلغ مساحتها 784 كم2، بلغ عدد سكانها 18244 نسمة في عام 2010 حسب إحصاء مكتب تعداد الولايات المتحدة وتصل الكثافة السكانية فيها 23 نسمة/كم2.